# Benoit Mbala
Benoit Mbala (Yaoundé, 13 luglio 1995) è un cestista camerunese.

## Carriera
Con il Camerun ha disputato due edizioni dei Campionati africani (2017, 2021).